# Mabelly de León
Mabelly de León es una política venezolana, actualmente diputada suplente de la Asamblea Nacional por el estado Falcón.

## Carrera
Entre 1989 y 1991 se desempeñó como presidente del Colegio de Ingenieros de Venezuela, y para 1992 fue ministra de familia durante la segunda presidencia de Carlos Andrés Pérez.[cita requerida]
De León fue electa como diputada suplente por la Asamblea Nacional por el estado Falcón para el periodo 2016-2021 en las elecciones parlamentarias de 2015, en representación de la Mesa de la Unidad Democrática (MUD). Durante su gestión ha integrado la Comisión Permanente de Administración y Servicios.